# 加斯頓·拉美利斯
加斯頓·埃克塞基耶尔·拉美利斯·佩雷拉（西班牙語：Gastón Exequiel Ramírez Pereyra，發音：[ɡaˈston raˈmiɾes]；1990年12月2日—）出生於烏拉圭弗賴本托斯，是烏拉圭職業足球員，司職進攻中場，現效力於意大利足球丙级联赛球隊恩特拉。

## 球會生涯

### 修咸頓
2012年8月31日，拉美利斯以1200萬英磅加盟英超升班球隊修咸頓，簽署一份四年合約。

## 国际职业生涯
2009年，拉米雷斯参加了国际足联U-20世界杯。 在2010年10月8日，他在对印尼的友谊赛中获得了他代表乌拉圭的首次正式出场机会，他在半场结束时替换了迭戈·佩雷斯。
2012年7月，他被列入乌拉圭队参加2012年夏季奥运会足球比赛，在7月15日对巴拿马的热身比赛中进球。7月26日，在他们的首场比赛中，他在自由球中打进一球，助乌拉圭以2-1击败阿联酋队，比赛在老特拉福德体育场进行，尽管他们最终在小组赛阶段被淘汰出局。
2013年6月，拉米雷斯被奥斯卡·塔巴雷斯选入2013年联合会洲际国家杯锦标赛的乌拉圭阵容。 拉米雷斯在小组赛的第一场比赛中对阵世界冠军西班牙，以及第三场对阵大溪地的比赛中都首发出场，最终乌拉圭排名第四。
2014年5月31日，拉米雷斯被选入乌拉圭参加2014年国际足联世界杯的阵容。 他在小组赛的最后一场比赛中对阵意大利，在比赛的第78分钟替换克里斯蒂安·罗德里格斯上场，三分钟后，他传中造成了迭戈·戈丁打进比赛唯一进球，使乌拉圭晋级淘汰赛阶段。 由于腿筋受伤，他错过了美洲杯， 拉米雷斯在与特立尼达和多巴哥的比赛中以3-1获胜，重返乌拉圭队，在百年美洲杯中入选阵容，他在那里参加了所有三场比赛。
他被列入2018年3月中国杯的阵容。 2018年5月，他入选了乌拉圭26人的初选阵容，参加在俄罗斯举行的2018年国际足联世界杯。

## 外部連結
- Gastón Ramírez profile at Southampton F.C.
- 足球数据库：Gastón Ramírez的球员统计数据
- Player Profile from bolognafc.it （意大利文）
- Player Profile from legaseriea.it （意大利文）